# Flughafen El Alto

i7
i11
i13

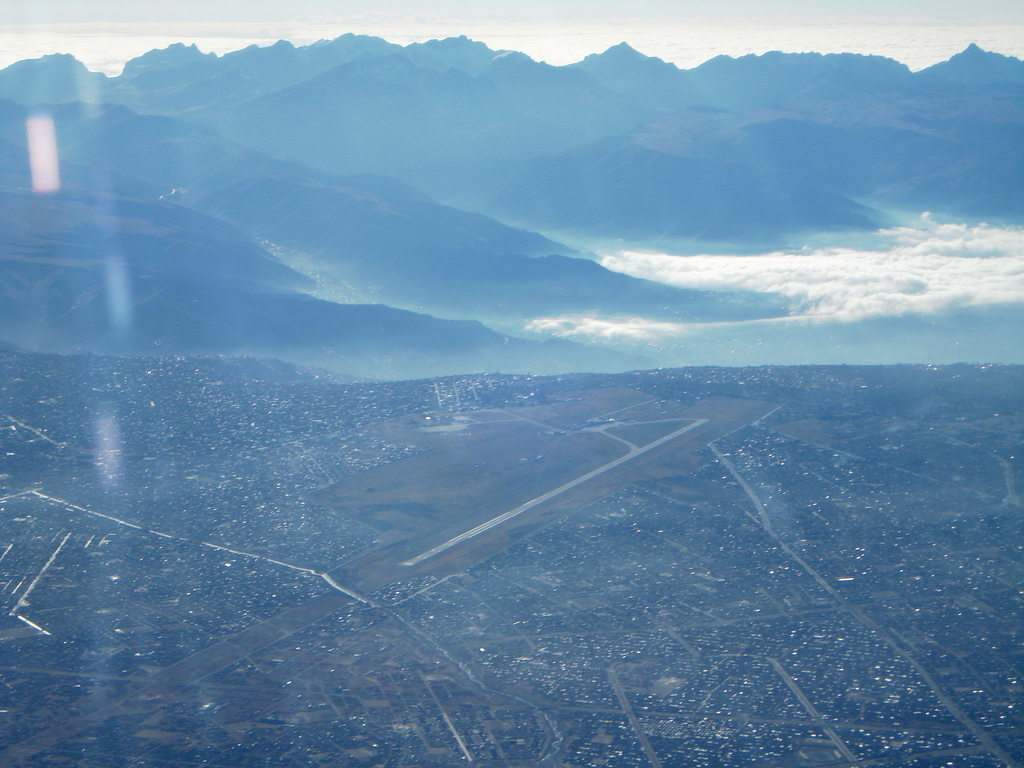
Der Flughafen von oben

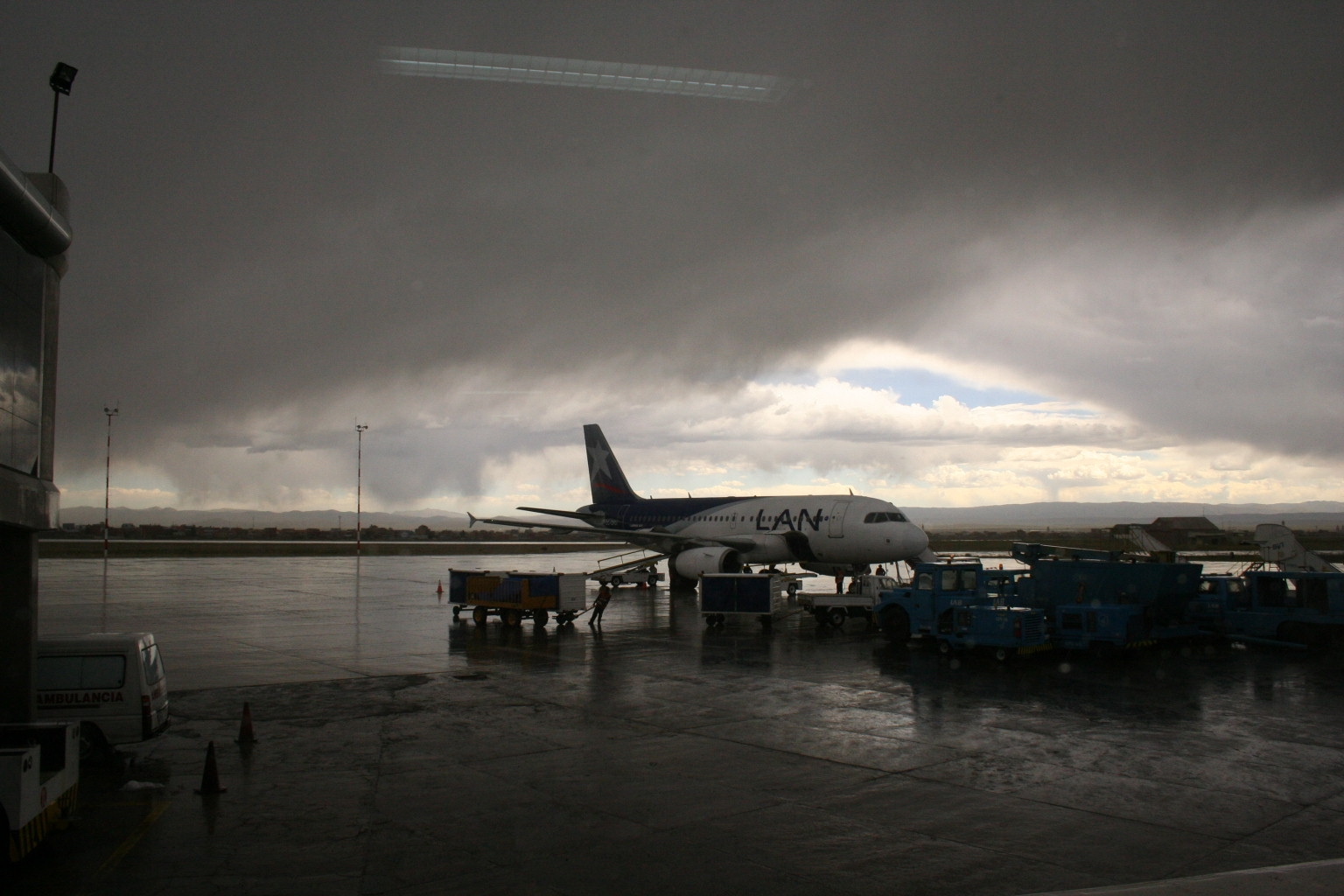
Ein Rollfeld von El Alto mit einer Maschine der LAN Peru

Der Aeropuerto Internacional El Alto (IATA-Code: LPB, ICAO-Code: SLLP) ist der internationale Flughafen von La Paz in Bolivien. Er liegt auf dem Gebiet der Nachbarstadt El Alto, rund 13 Kilometer westsüdwestlich von La Paz.
Er zählt mit 4061 Meter über N.N. (13.325 Fuß) zu den am höchsten gelegenen Flughäfen der Welt. Um El Alto anfliegen zu dürfen, müssen Piloten eine zusätzliche Einweisung oder Schulung im Simulator nachweisen, da Anflüge auf derart hochgelegene Flugplätze deutlich höhere Ansprüche an Flugbesatzungen stellen.

## Fluggesellschaften und Ziele
El Alto wird überwiegend im Inlandsverkehr genutzt. Internationale Flugziele sind unter anderem Lima, Bogotá, Cusco und Santiago de Chile. Aus deutschsprachigen Ländern gibt es zurzeit keine Direktverbindungen. Auf Grund der großen Höhe des Flughafens El Alto hat der Flughafen von Santa Cruz de la Sierra den Platz als wichtigster Flughafen Boliviens eingenommen, was sich vor allem in der Zahl der internationalen Flugziele widerspiegelt.

## Zwischenfälle
Für den Flughafen La Paz/El Alto und seine nähere Umgebung sind von 1950 bis Januar 2024 28 Totalverluste von Flugzeugen verzeichnet. Dabei kamen insgesamt 137 Personen ums Leben.